# حزب التحرر والاشتراكية
حزب التحرر والاشتراكية هو حزب سياسي شيوعي في المغرب في الفترة ما بين 1968 و 1974. علي يعته هو الأمين العام للحزب.
تأسس حزب التحرر والاشتراكية في 26 يناير 1968 من قبل علي يعته. حزب التحرر والاشتراكية هو خليفة الحزب الشيوعي المغربي.
أسس المنشقون عن حزب التحرر والاشتراكية حركة إلى الأمام في 1970. تأسس حزب التقدم والاشتراكية ليخلف التحرر والاشتراكية في 1974.